# Таннин (Библия)
Таннин (ивр. תנין‎), также Туннану (угарит. 𐎚𐎐𐎐 Tnn) — морское чудовище в западно-семитской мифологии и еврейских религиозных текстах, часто служащее символом богоборческого Хаоса и Зла.
Наиболее распространённая версия происхождения выводит слово от корня, означающего «ревущий» или же из «стелящийся подобно туману», то есть «извивающийся». Родственные «Таннин» слова имеются и в других семитским языках: сирийское tannînå — «змей», арабское тиннин (تنين‎) — «дракон, морской змей». В современном иврите слово «танин» используется для обозначения крокодилов.

## Левантийская мифология
Туннану упомянут в «Цикла о Баале и Анат», в качестве одного из помощников божества Йамму (букв. «море»), который терпит поражение от другого божества, Балу (букв. «владыка»), а также представлен как одно из двух чудовищ, наряду с Латану (Лотан), которых сестра Баала, богиня Анат, усмиряет на пути к горе Цапану. Он обычно мыслится как змееподобное чудовище с удлиненным, вытянутым телом и, возможно, с раздвоенным хвостом.

## Иудаизм
Танниним (תַּנִּינִים‎), множественное число слова «Таннин», появляется множество раз на страницах Танаха, в книгах Бытия, Исхода, Второзакония, Псалмов, Иова, Иезекииля, Исаии и Иеремии.
Танниним перечислены среди существ, созданных Элохим в пятый день Сотворения мира в Библии.
Таннин упомянут в «Апокалипсисе Исайи» среди морских зверей, которые будут убиты Яхве в конце дней. Автор Первой (Эфиопской) книги Еноха утверждает, что в эсхатологические времена «будут... таннин-самка, называемая ливьятан... и таннин-самец, имя которого бхемот» (60:7–8).
Позднее в сознании древних иудеев слово «Таннин» иногда сплавлялось с похожими морскими чудовищами — Левиафаном и Раав. Наряду с термином «Раав», слово «Таннин» использовалось в качестве иносказательного названия Египта, а иногда и в виде метафоры для фараона, после израилитского Исхода в Ханаан. Так, например, Иезекииль, предсказывая покорение Египта, говорит от имени Бога: «Вот Я на тебя, фараон, царь египетский; о ты — большое чудовище [Tanin], покоящееся в своих озёрах (нильских каналах) и говорящее: мне принадлежит озеро, и я его сделал. Я продену крюк в жабры твои» (Иез. 29:3).
В Септуагинте еврейское слово «תנין‎» передано греческим «Δράκων», то есть дракон, причём, согласно своей этимологии, так в Библии именуется всякое животное с удлинённым, вытянутым телом.
Так, к примеру, названы змеи (таннин в оригинале), в которых чудесным образом превратились жезл Аарона и посохи египетских магов, причём в аналогичном чуде у Моисея вместо слова «таннин» используется «нахаш» (נחש‎) — родовое название змей. Но также слово «танин» (как и его перевод δράκων) применяется также и к большим рыбам и иным морским зверям, в том числе, и к китам, так как о чудовищах (tanin) в одном месте говорится, что из любви к детёнышам они кормят их грудью (Плач Иеремии 4:3 — согласно Кетибу). Потому-то в синодальном переводе 21 стиха 1-й главы «Бытия» «танниним» переведено как «рыбы большие», а в Библии короля Якова — как «great whales» (большие киты).

## В теории панвавилонизма
В новое время, теоретики панвавилонизма (в особенности Гункель), связывали библейские тексты, где упоминается Таннин, с вавилоно-ассирийским мифом о сотворении мира. Согласно этому мифу, ещё до сотворения видимого мира существовал обширный мир богов. Мать богов Тиамат (слово схоже с библейским Теом (təhom, Тегом, Техом) и угаритским Têmtum) возмутилась против богов и создала себе в помощь целую армию чудовищ, а также разных драконов. Мардук (Мародох), предводитель богов, разбив чудовищ, рассёк Тиамат пополам, из одной половины её тела сотворил небо, а из другой землю, так как во всех месопотамских мифах демиург перед началом творения должен был сразиться с водой, воплощающей в себе изначальный хаос.
Согласно критике форм, в Быт. 1 повествование начинается после того, как победа над морской стихией уже одержана. Кроме того, автор этого позднего жреческого текста перерабатывает материал, объявляя морских чудовищ не противниками Бога, а его творениями. Однако, 73-й Псалом сообщает «Ты расторг силою Твоею море [yam], Ты сокрушил головы змиев [tanninim] в воде; Ты сокрушил голову левиафана [liwyatan], отдал его в пищу людям пустыни...», 88-й Псалом упоминает Раав и гору Цафон, и, наконец, 103-й Псалом говорит о победе Бога над бездной (тэом) и водами, упоминаемыми в Быт. 1 и 2.
Рассказ о шести днях творения попал в Книгу Бытия сравнительно поздно, в годы вавилонского пленения. В это время иудеи имели возможность ознакомиться с халдейской теологией, и она, возможно, оказала на них определённое влияние. Таким образом, согласно этой теории, в стихах Исаии II «роды давние» должны представить времена первобытные до сотворения мира, «Раав» и «Таннин» — представителей многочисленных чудовищ, а «воды великой бездны» (Теом) — самое «Тиамат».